# Calomys tener
Calomys tener é uma espécie de roedor da família Cricetidae. Pode ser encontrada na Argentina, Brasil e Bolívia.